# Persone di nome Melissa
| Questa pagina contiene informazioni ricavate automaticamente dalle voci biografiche con l'ausilio del template Bio e di un bot. L'aggiornamento è periodico e automatico e ricostruisce completamente la pagina. Se manca una persona in questa lista, sei pregato di non aggiungerla, ma accertati piuttosto che la sua voce biografica contenga il template Bio e che i dati anagrafici siano correttamente compilati. Se il template Bio manca, inseriscilo tu stesso o, in alternativa, metti l'avviso {{tmp\|Bio}} che ne segnala la mancanza. Se i dati riportati sono sbagliati, correggi direttamente la voce biografica; le modifiche saranno visibili in questa lista entro pochi giorni. Per chiarimenti vedi il progetto antroponimi. La lista contiene solo le 117 persone che sono citate nell'enciclopedia e per le quali è stato implementato correttamente il template Bio. Pagina aggiornata al 6 ago 2025. |

Questa è una lista di persone presenti nell'enciclopedia che hanno il nome Melissa, suddivise per attività principale.

## Atlete paralimpiche(1)
- Melissa Baldera, atleta paralimpica peruviana (Lima, n. 1995)

## Attrici(30)
- Melissa Sue Anderson, attrice statunitense (Berkeley, n. 1962)
- Melissa Barrera, attrice messicana (Monterrey, n. 1990)
- Melissa Anna Bartolini, attrice italiana (Firenze, n. 1987)
- Melissa Benoist, attrice statunitense (Houston, n. 1988)
- Melissa Claire Egan, attrice statunitense (Pound Ridge, n. 1981)
- Melissa Elias, attrice canadese (Manitoba, n. 1982)
- Melissa Errico, attrice e soprano statunitense (Manhattan, n. 1970)
- Amit Farkash, attrice canadese (Toronto, n. 1989)
- Melissa Fumero, attrice statunitense (North Bergen, n. 1982)
- Melissa George, attrice, modella e ex pattinatrice artistica a rotelle australiana (Perth, n. 1976)
- Melissa Gilbert, attrice, scrittrice e produttrice cinematografica statunitense (Los Angeles, n. 1964)
- Melissa Joan Hart, attrice e regista statunitense (Smithtown, n. 1976)
- Melissa Howard, attrice australiana (Brisbane)
- Melissa Jones, attrice statunitense (Cleburne, n. 1988)
- Melissa Keller, attrice e modella statunitense (Long Lake, n. 1979)
- Melissa Leo, attrice statunitense (New York, n. 1960)
- Melissa Reneé Martin, attrice statunitense (Oklahoma City, n. 1979)
- Melissa McBride, attrice statunitense (Lexington, n. 1965)
- Melissa McCarthy, attrice e comica statunitense (Plainfield, n. 1970)
- Melissa Molinaro, attrice e cantante canadese (Toronto, n. 1982)
- Melissa Navia, attrice colombiana (New York, n. 1984)
- Melissa Ordway, attrice e modella statunitense (Atlanta, n. 1983)
- Melissa Peterman, attrice e comica statunitense (Minneapolis, n. 1971)
- Melissa Ponzio, attrice statunitense (New York, n. 1972)
- Melissa Prophet, attrice statunitense (New York, n. 1962)
- Melissa Rauch, attrice statunitense (Marlboro, n. 1980)
- Melissa Reeves, attrice statunitense (Eatontown, n. 1967)
- Melissa Roxburgh, attrice e modella canadese (Vancouver, n. 1992)
- Melissa Sagemiller, attrice statunitense (Washington, n. 1974)
- Melissa Stribling, attrice britannica (Gourock, n. 1926 - Watford, † 1992)

## Attrici pornografiche(3)
- Melissa Hill, ex attrice pornografica e regista statunitense (San Francisco, n. 1970)
- Mia Malkova, attrice pornografica statunitense (Palm Springs, n. 1992)
- Phoenix Marie, attrice pornografica statunitense (Riverside, n. 1981)

## Bassiste(1)
- Melissa Auf der Maur, bassista, cantante e fotografa canadese (Montréal, n. 1972)

## Bobbiste(1)
- Melissa Lotholz, bobbista e ex velocista canadese (Barrhead, n. 1992)

## Calciatori(1)
- Melissa Ruscoe, calciatore, rugbista a 15 e allenatore di rugby a 15 neozelandese (Taranaki, n. 1976)

## Calciatrici(8)
- Melissa Barbieri, calciatrice e allenatrice di calcio australiana (Melbourne, n. 1980)
- Melissa Bellucci, calciatrice italiana (Pedaso, n. 2001)
- Melissa Bjånesøy, calciatrice statunitense (Chicago, n. 1992)
- Melissa Herrera, calciatrice costaricana (Heredia, n. 1996)
- Melissa Lawley, calciatrice inglese (Kidderminster, n. 1994)
- Melissa Tancredi, ex calciatrice canadese (Hamilton, n. 1981)
- Melissa Venturini, calciatrice italiana (n. 1994)
- Melissa Wiik, calciatrice norvegese (Oslo, n. 1985)

## Cantanti(6)
- Melissa Etheridge, cantante e musicista statunitense (Leavenworth, n. 1961)
- Lizzo, cantante, rapper e flautista statunitense (Detroit, n. 1988)
- Melissa, cantante e attrice italiana (Asmara, n. 1948)
- Melissa Naschenweng, cantante austriaca (Villaco, n. 1990)
- Melissa O'Neil, cantante e attrice canadese (Calgary, n. 1988)
- Melissa Tkautz, cantante, attrice e modella australiana (Sydney, n. 1974)

## Cantautrici(3)
- Melissa Ferrick, cantautrice e musicista statunitense (Ipswich, n. 1970)
- Missy Higgins, cantautrice australiana (Melbourne, n. 1983)
- Melissa Manchester, cantautrice e attrice statunitense (New York, n. 1951)

## Cestiste(2)
- Melissa Fazio, ex cestista statunitense (n. 1979)
- Melissa Goodall, ex cestista statunitense (n. 1989)

## Compositrici(1)
- Melissa Reese, compositrice e tastierista statunitense (Seattle, n. 1990)

## Conduttrici televisive(1)
- Melissa Greta Marchetto, conduttrice televisiva, conduttrice radiofonica e youtuber italiana (Monza, n. 1985)

## Danzatrici(2)
- Melissa Hamilton, ballerina britannica (Belfast, n. 1989)
- Melissa Hayden, ballerina canadese (Toronto, n. 1923 - Winston-Salem, † 2006)

## Doppiatrici(2)
- Melissa Fahn, doppiatrice, attrice teatrale e cantante statunitense (New York, n. 1967)
- Melissa Bardin Galsky, doppiatrice e produttrice televisiva statunitense (Harrison, n. 1972)

## Fondiste(1)
- Melissa Gorra, ex fondista italiana (Clusone, n. 1988)

## Ginnaste(1)
- Melissa Girelli, ginnasta italiana (Udine, n. 2003)

## Giocatrici di curling(1)
- Melissa Soligo, giocatrice di curling canadese (Trail, n. 1969)

## Mezzofondiste(2)
- Melissa Bishop, mezzofondista canadese (n. 1988)
- Melissa Courtney-Bryant, mezzofondista britannica (Poole, n. 1993)

## Militari(1)
- Melissa Stockwell, militare e triatleta statunitense (Grand Haven, n. 1980)

## Modelle(3)
- Melrose Bickerstaff, modella e stilista statunitense (West Bloomfield Township, n. 1983)
- Missy Rayder, supermodella statunitense (River Falls, n. 1978)
- Melissa Sneekes, modella olandese (L'Aia, n. 1983)

## Nuotatrici(5)
- Melissa Belote, ex nuotatrice statunitense (Washington, n. 1956)
- Melissa Carlton, nuotatrice australiana (Pietermaritzburg, n. 1978)
- Missy Franklin, ex nuotatrice statunitense (Pasadena, n. 1995)
- Melissa Gorman, ex nuotatrice australiana (Sydney, n. 1985)
- Melissa Pasquali, nuotatrice italiana (Firenze, n. 1972)

## Ostacoliste(1)
- Melissa Morrison-Howard, ex ostacolista statunitense (Mooresville, n. 1971)

## Pallanuotiste(3)
- Melissa Mills, pallanuotista australiana (Sydney, n. 1973)
- Melissa Rippon, pallanuotista australiana (Sydney, n. 1981)
- Melissa Seidemann, ex pallanuotista statunitense (Hoffman Estates, n. 1990)

## Pallavoliste(3)
- Melissa Donà, pallavolista italiana (Treviso, n. 1982)
- Melissa Martinelli, ex pallavolista italiana (Genzano di Roma, n. 1993)
- Melissa Vargas, pallavolista cubana (Cienfuegos, n. 1999)

## Pattinatrici artistiche a rotelle(1)
- Melissa Comin De Candido, pattinatrice artistica a rotelle italiana (San Vito al Tagliamento, n. 1983)

## Pattinatrici di velocità su ghiaccio(1)
- Melissa Wijfje, pattinatrice di velocità su ghiaccio olandese (Ter Aar, n. 1995)

## Pesiste(1)
- Melissa Boekelman, pesista e bobbista olandese (Dordrecht, n. 1989)

## Pistard(1)
- Melissa Hoskins, pistard e ciclista su strada australiana (Kalamunda, n. 1991 - Adelaide, † 2023)

## Politiche(3)
- Melissa Bean, politica statunitense (Chicago, n. 1962)
- Melissa Hart, politica statunitense (Pittsburgh, n. 1962)
- Melissa Hortman, politica statunitense (Fridley, n. 1970 - Brooklyn Park, † 2025)

## Rapper(1)
- Missy Elliott, rapper, cantautrice e produttrice discografica statunitense (Portsmouth, n. 1971)

## Religiose(1)
- Santa Melissa, religiosa italiana (Brescia, n. 126 - Marcianopoli, † 157)

## Rugbiste a 15(1)
- Melissa Bettoni, ex rugbista a 15 italiana (Borgosesia, n. 1991)

## Sceneggiatrici(2)
- Melissa Mathison, sceneggiatrice e produttrice cinematografica statunitense (Los Angeles, n. 1950 - Los Angeles, † 2015)
- Melissa Rosenberg, sceneggiatrice statunitense (Marin County, n. 1962)

## Sciatrici alpine(1)
- Melissa Perrine, sciatrice alpina australiana (Nowra, n. 1988)

## Scrittrici(6)
- Melissa Bank, scrittrice statunitense (Boston, n. 1960 - New York, † 2022)
- Melissa de la Cruz, scrittrice filippina (n. 1971)
- Melissa Harrison, scrittrice britannica (Surrey, n. 1975)
- Melissa Lucashenko, scrittrice australiana (Brisbane, n. 1967)
- Melissa Marr, scrittrice statunitense (n. 1972)
- Melissa Panarello, scrittrice italiana (Catania, n. 1985)

## Showgirl(1)
- Melissa Satta, showgirl, modella e conduttrice televisiva italiana (Boston, n. 1986)

## Snowboarder(1)
- Melissa Peperkamp, snowboarder olandese (Utrecht, n. 2004)

## Storiche dell'arte(1)
- Melissa Gabardi, storica dell'arte, scrittrice e giornalista italiana (Luino, n. 1943 - Milano, † 2021)

## Tenniste(3)
- Melissa Brown, ex tennista statunitense (n. 1968)
- Melissa Dowse, ex tennista australiana (n. 1982)
- Melissa Gurney, ex tennista statunitense (n. 1969)

## Triatlete(1)
- Melissa Mantak, ex triatleta statunitense (n. 1970)

## Trombettiste(1)
- Melissa Venema, trombettista olandese (Alkmaar, n. 1995)

## Tuffatrici(1)
- Melissa Wu, tuffatrice australiana (Penrith, n. 1992)

## Velociste(1)
- Melissa Jefferson, velocista statunitense (Georgetown, n. 2001)

## Wrestler(3)
- Cheerleader Melissa, wrestler statunitense (Los Angeles, n. 1982)
- Melissa Coates, wrestler, culturista e attrice canadese (Thunder Bay, n. 1971 - Las Vegas, † 2021)
- Thunder Rosa, wrestler messicana (Tijuana, n. 1986)

## Senza attività specificata(2)
- Missy Giove, ex mountain biker statunitense (New York, n. 1972)
- Missy Hyatt, statunitense (Tallahassee, n. 1963)